# 前輩有夠煩
《前輩有夠煩》是日本漫畫家しろまんた的日本漫畫作品。原連載於Twitter，後由一迅社出版實體單行本。2018年7月6日開始在一迅社線上漫畫網站comic POOL連載，2024年7月26日正式完結。2018年，獲得下一部人氣漫畫大賞網絡漫畫類別第一名及WEB漫畫總選舉第八名。2020年7月宣布將由動畫工房負責製作全12集電視動畫，於2021年10月至12月播放。
本作在2018年《下一部人氣漫畫大賞》排名網路漫畫類別第1名。

## 故事簡介
前輩武田晴海個性粗獷，不過很擅長照顧別人。在後輩五十嵐雙葉上班的第一天，武田誤以為身材矮小的她是中學生，造成五十嵐對於武田的第一印象相當差，而武田剛好是指導五十嵐的前輩。本作講述武田和五十嵐之間發生的各種戀愛喜劇。

## 登場人物
聲為單行本發售紀念PV／電視動畫的聲優，只有一人者均為電視動畫的聲優。
五十嵐雙葉（聲：白石晴香／楠木燈）
武田在公司的後輩。頭髮與瞳色都呈綠色，在作品中的印象色也是綠色，且經常以貓的形象描繪五十嵐。慣用左手。性格稍微有點剛強。外表自上小學以來就沒有太大的變化，身材相當嬌小，也因此很羨慕櫻井桃子擁有傲人的身材。進入公司起常盤著頭髮，後期常綁馬尾辮，穿著樸素的灰色女式西裝與黑色褲襪。希望有人可以將自己當成真正的大人，只要聽到類似的話就會很開心。
雪國出身，小學和中學都在當地的學校就讀，高中則在夢寐以求的東京就讀，並參加美術社，短期大學畢業後便進入糸卷商會。入社當天撞見武田並被誤認為參觀公司的初中生，在不怎麼好的第一印象中成為武田的後輩。漫畫版意識到自己喜歡武田，主動向武田告白。
生日與武田一樣是3月9日。雖然受到祖父的溺愛，但她個人並不喜歡被這樣對待。患有相當嚴重的花粉症。非常喜歡甜食，喜歡的食物是傳統日本甜點汁粉。常吃外食，但也擅長烹飪。對恐怖的東西毫無抵抗力。不敢喝黑咖啡。漫畫版後期憑藉自身職場專業能力請調海外和武田會合，和武田結婚（最終話顯示左手無名指戴有婚戒），最終話（第266話）透露婚後改從夫姓，名為「武田雙葉」，夫妻倆仍持續在職場共事。
武田晴海（聲：黑田崇矢／武內駿輔）
五十嵐同公司的前輩。雖然性格粗獷，但相當可靠，公司的其他員工經常依靠他。作品中經常以熊的形象描繪武田。
五十嵐入社第一天把她誤認為參觀的初中生，隨後被部長告知為前輩與後輩，故事就此開始。在學生時代曾練過柔道，並擁有紅白帶的段位。體格非常高大健壯，擁有把黃豆如霰彈槍般擲出的驚人力量。對感情事非常遲鈍。喜歡五十嵐做的飯菜，偶爾會去她家吃飯。
生日與五十嵐一樣是3月9日，昭和出生。在作品中的印象色是紫色。不喜歡甜的東西，但可以接受添加綠茶粉的巧克力。喜歡的飲料是綠茶。遊戲實力弱，連最初級的小怪都打不過的程度。隨劇情進展和五十嵐成為戀人關係，漫畫版後期被調任海外任職，後來和憑藉自身努力追隨他抵達海外的五十嵐匯合，和五十嵐結婚（最終話顯示左手無名指戴有婚戒），最終話（第266話）夫妻倆仍持續在職場共事。
櫻井桃子（聲：種崎敦美／早見沙織）
五十嵐同公司的前輩，與風間蒼太同期。右眼下方有一顆痣，容貌氣質出眾身材好，在男性員工間有相當人氣。基本上都穿著西裝和褲子，在夏天會穿裙子。生日是4月1日。在作品中的印象色是粉紅色。喜歡的甜點是馬卡龍，但不喜歡碳酸飲料。因為外在條件關係經常被同事及路人搭訕，風間常常要替他解圍。情人節時因為自己高中時被女同學忌妒的陰影而沒有送出自己做的真愛巧克力，看到風間情緒低落後去買了板巧克力送給風間，當作自己的真愛巧克力。漫畫第189話經由母親提議相親，而後在漫畫192話接受蒼太的表白，兩人成為情侶。
風間蒼太（聲：八代拓／土田玲央）
五十嵐同公司的前輩。平常是個遊戲狂，幾乎所有空閒時間都在家裡打遊戲。日常基本上喜怒不形於色，對小事情觀察細微，經常做出貼心的行為。生日是11月22日。在作品中的印象色是藍色。在學生時代參加的是籃球社，外表看起來陰沉瘦弱，運動神經非常好。手很靈巧，相當擅長摺紙和做點心。喜歡的食物是大福和能量飲料。看到蟲會暈倒。喜歡櫻井，但因為覺得自己高攀不上而遲遲沒有告白。在第192話正式向櫻井表白，兩人成為情侶。
黑部夏美（聲：大西沙織／青山玲菜）
五十嵐的中學同學兼好友。中學時代參加的是田徑社，常常去電子遊樂場。在男女間皆很受歡迎，情人節總是收到大量的巧克力。在作品中的印象色是黃色。喜歡的零食是苦巧克力。對於關於優人的事頗感興趣。
櫻井優人（聲：堀江由衣）
櫻井桃子的弟弟。眼睛和姊姊桃子相似，左眼下方有一顆痣，喜歡黑部。
部長（聲：伊東健人／青山穰）
五十嵐、武田、櫻井、風間的上司。通訊軟體的帳號名是，訊息風格如女子高中生般大量使用顏文字和可愛表情符號，還會做一些非常少女風的甜點。反差之大讓五十嵐得知後難以面對本人。
爺爺（聲：大塚明夫）
五十嵐的祖父，本名不明。頭髮與五十嵐一樣呈綠色，體格非常高大健壯的老年男子。非常溺愛五十嵐，但她個人並不喜歡被這樣對待。反對武田接近五十嵐，但看到孫女開心的樣子也有些暖心、另一方面也羨慕又嫉妒，為此與武田針鋒相對，亦是本作唯一在武力上能與武田匹敵的人物；只有喝酒時和武田意氣相投，都很喜歡摸五十嵐的頭。
月城莫娜（聲：古賀葵）
櫻井桃子的同事、朋友。總是半睁眼（ジト目），講話語調相當特別，精通多國語言，最常使用俄語，言詞不時提到西伯利亞作比喻。在特殊節慶裡會受到周圍的人崇拜，例如：情人節有男生圍繞、新年抽籤一直抽到大吉。
大石（聲：小田柿悠太）
風間的同事、朋友。名字不好記，經常被誤認為是「小石」。
土方（聲：近藤孝行）
風間的同事、朋友。外表並不差，但總在搭訕時被女生拒絕。期待收到櫻井的真愛巧克力。

## 出版書籍
| 冊數 | 一迅社         | 一迅社                 | 東立出版社     | 東立出版社             |
| 冊數 | 發售日期       | ISBN                   | 發售日期       | ISBN / EAN             |
| ---- | -------------- | ---------------------- | -------------- | ---------------------- |
| 1    | 2018年3月28日  | ISBN 978-4-7580-0981-2 | 2019年5月6日   | EAN 471-094-555-925-4  |
| 2    | 2018年9月10日  | ISBN 978-4-7580-0997-3 | 2020年9月24日  | ISBN 978-957-26-2484-5 |
| 3    | 2019年2月25日  | ISBN 978-4-7580-2026-8 | 2021年10月29日 | ISBN 978-957-26-2485-2 |
| 4    | 2019年9月25日  | ISBN 978-4-7580-2051-0 | 2022年6月9日   | ISBN 978-957-26-6726-2 |
| 5    | 2020年7月2日   | ISBN 978-4-7580-2093-0 | 2023年2月24日  | ISBN 978-957-26-6727-9 |
| 6    | 2020年11月25日 | ISBN 978-4-7580-2175-3 |                |                        |
| 7    | 2021年4月28日  | ISBN 978-4-7580-2230-9 |                |                        |
| 8    | 2021年9月28日  | ISBN 978-4-7580-2292-7 |                |                        |
| 9    | 2022年5月25日  | ISBN 978-4-7580-2385-6 |                |                        |
| 10   | 2022年12月26日 | ISBN 978-4-7580-2469-3 |                |                        |
| 11   | 2023年7月25日  | ISBN 978-4-7580-2552-2 |                |                        |
| 12   | 2024年5月24日  | ISBN 978-4-7580-2673-4 |                |                        |
| 13   | 2025年2月3日   | ISBN 978-4-7580-2829-5 |                |                        |

## 電視動畫
2020年7月1日，宣布將由動畫工房負責製作動畫。2021年4月26日，預定於2021年10月開始播放。8月27日，公開正式宣傳片首播日期為10月9日。

### 製作人員
- 原作：
- 導演：伊藤良太
- 系列構成：成田良美
- 角色設計：阿部慈光
- 總作畫監督：室田雄平、吉川真帆、中川洋未、武藤幹
- 道具設計：中島繪里
- 美術監督：鈴木俊輔
- 色彩設計：伊藤裕香
- 攝影監督：桒野貴文
- 編輯：木村佳史子
- 音響監督：高寺雄
- 音樂：堤博明
- 音樂製作：國王唱片
- 動畫製作：動畫工房
- 製作：前輩有夠煩製作委員會[33]

### 主題曲
片頭曲Annoying! Sunsun Week!
作詞、作曲：Junky，主唱：五十嵐雙葉（楠木燈）、櫻井桃子（早見沙織）、黑部夏美（青山玲菜）、月城莫娜（古賀葵）
片尾曲彩虹架起前的故事
作詞：金丸佳史，作曲、編曲：中野領太，主唱：堀江由衣

### 集數列表
| 集數   | 日文標題 | 中文標題             | 編劇     | 分鏡                         | 演出                 | 作畫監督                                                                                     | 總作畫監督 | 首播日期 （2021年） | 片尾插畫    |
| ------ | -------- | -------------------- | -------- | ---------------------------- | -------------------- | -------------------------------------------------------------------------------------------- | ---------- | ------------------- | ----------- |
| 第1話  |          | 彼此的步伐           | 成田良美 | 伊藤良太                     | 伊藤良太             | 渥美智也、矢野桃子、武藤幹、板倉健、長尾圭吾                                                 | 室田雄平   | 10月9日             | Yomu        |
| 第2話  |          | 烏龍麵 偶有滿月      | 成田良美 | 伊藤良太                     | 竹內崇               | 久保茉莉子、長尾圭吾、板倉健、岩崎成希、山本蓮雄                                             | 吉川真帆   | 10月16日            |             |
| 第3話  |          | 然後迎來聖誕節       | 森江美咲 | 吉川博明                     | 野呂純惠             | 近藤優次、松本朋之                                                                           | 中川洋未   | 10月23日            | 朝凪        |
| 第4話  |          | 陪伴在身邊的人       | 山田由香 | 上坪亮樹                     | 上坪亮樹             | 渥美智也、矢野桃子、鈴木彩乃、江口麻里、松下郁子、、久保茉莉子                               | 武藤幹     | 10月30日            |             |
| 第5話  |          | 情人節交響曲         | 森江美咲 | Royden B、伊藤良太           |                      | 久保茉莉子、長尾圭吾、板倉健、岩崎成希、渥美智也                                             | 室田雄平   | 11月6日             |             |
| 第6話  |          | 最喜歡雙葉的爺爺     | 山田由香 | 吉川博明                     | 竹內崇               | 近響子、山本蓮雄、川本由記子、中本尚、山﨑輝彥、阿部慈光、長尾圭吾、舘崎大                   | 吉川真帆   | 11月13日            |             |
| 第7話  |          | 現在，在這裡         | 森江美咲 |                              |                      | 渥美智也、板倉健、岩崎成希、久保茉莉子、永井里奈、西川繪奈、中川洋未                           | 中川洋未   | 11月20日            |             |
| 第8話  |          | 各自的假日           | 成田良美 | 伊藤良太                     | 野木森達哉、土屋浩幸 | 西道拓哉、村長由紀                                                                           | 武藤幹     | 11月27日            | Mika Pikazo |
| 第9話  |          | 興奮期待放暑假       | 山田由香 | 吉川博明                     | 佐藤雅子             | 山本蓮雄、長尾圭吾、近響子、山崎輝彥、板倉健、久保茉莉子、舘崎大、中本尚、川本由記子         | 室田雄平   | 12月4日             |             |
| 第10話 |          | 秋天，亦或日常的生活 | 森江美咲 | 吉川博明、齊藤哲人、伊藤良太 | 高田淳               | 近藤優次、松本朋之                                                                           | 吉川真帆   | 12月11日            | 曾山一壽    |
| 第11話 |          | 更迭的季節           | 山田由香 | 野呂純惠、西田正義           | 、竹內崇             | 久保茉莉子、川本由記子、近響子、永井里奈、中本尚、板倉健、渥美智也、長尾圭吾、舘崎大           | 中川洋未   | 12月18日            |             |
| 第12話 |          | 前輩有夠煩           | 成田良美 | 伊藤良太                     | 伊藤良太             | 渥美智也、長尾圭吾、久保茉莉子、板倉健、近響子、尾辻浩晃、中本尚、舘崎大、岩崎成希、阿部慈光 | 武藤幹     | 12月25日            |             |

### 播映平台
日本深夜動畫：下文記載的日本国内播放時間使用日本標準時間（UTC+9）表示。因為部分時間标识會採用30小时制，因此請留意这类超过24:00的时间，其實際播放時間為翌日清晨。
| 播放日期                     | 播放時間（UTC+9）    | 播放電視台   | 播放地區 | 備註     |
| ---------------------------- | -------------------- | ------------ | -------- | -------- |
| 2021年10月9日－12月25日      | 星期六 25:00 - 25:30 | TOKYO MX     | 東京都   |          |
| 2021年10月9日－12月25日      | 星期六 25:00 - 25:30 | BS11         | 日本全國 | 衞星廣播 |
| 2021年10月12日－12月28日     | 星期二 23:00 - 23:30 | 栃木電視台   | 栃木縣   |          |
| 2021年10月14日－12月30日     | 星期四 25:50 - 26:20 | 北海道電視台 | 北海道   |          |
| 2021年10月16日－2022年1月1日 | 星期六 22:30 - 23:00 | Animax       | 日本全國 | 衞星廣播 |
| 2021年10月16日－2022年1月1日 | 星期六 25:28 - 25:58 | TVU福島      | 福島縣   |          |

| 播映地區 | 播映平台 | 播映日期                | 播映時間              | 備註   |
| -------- | --- | ----------------------- | --------------------- | ------ |
| 香港     | Viu、bilibili | 2021年10月9日－12月25日 | 星期六 25:30（UTC+8） | [ 38 ] |
| 台灣     | 巴哈姆特動畫瘋、中華電信MOD、Hami Video、LiTV 線上影視、MyVideo、遠傳friDay影音 中嘉bb寬頻.bbTV、KKTV、LINE TV、Yahoo TV 一起看、CATCHPLAY、bilibili、愛奇藝 | 2021年10月9日－12月25日 | 星期六 25:30（UTC+8） | [ 39 ] |
| 中国大陆 | bilibili、优酷 | 2021年10月9日－12月25日 | 星期六 25:30（UTC+8） | [ 40 ] |

| 播放日期              | 播放時間                          | 播放電視台 | 播放地區 | 備註                  |
| --------------------- | --------------------------------- | ---------- | -------- | --------------------- |
| 2022年4月5日－4月16日 | 星期一至日 20:30 - 21:30（UTC+8） | Animax     | 亞洲地區 | 國日雙語播出 連播兩集 |

## 外部連結
漫畫
- しろまんた（作者）的X（前Twitter）（日語）
- 《前輩有夠煩》於pixiv的系列（日語）
- 《前輩有夠煩》於pixiv comic的網路漫畫（日語）

電視動畫
- 電視動畫《前輩有夠煩》的官方網站（日語）
- 電視動畫《前輩有夠煩》的X（前Twitter）（日語）